# 聯合國安全理事會第1973號決議
聯合國安全理事會第1973號決議是聯合國安全理事會於2011年3月17日通過有關利比亞局勢的決議，由法國、黎巴嫩、英國及美国提案。这也是安理会历史上第二次对利比亚实施禁飞。一共有10個理事國對決議投贊成票（包括波黑、哥倫比亞、加蓬、黎巴嫩、尼日利亞、葡萄牙、南非，及常任理事國法國、英國、美國），5個理事國投棄權票（包括巴西、德國、印度，及常任理事國中國、俄羅斯）。決議要求「立即停火」，並授權國際社會在利比亞設立禁飛區，以除了外國佔領外的任何方法保護平民。

## 重點
本議案根據《聯合國憲章》第七章通過：
- 要求立即停止暴力，並呼籲採取步驟，滿足人民的合理要求，
- 在利比亞設立禁飛區，
- 除了「外國佔領軍」外，授權所有為保護平民和平民聚居地而作出的必須手段，
- 允許搜查船隻和飛機，加強武器禁運和針對僱傭兵的行動，
- 禁止所有利比亞指定的航班，
- 凍結利比亞政府持有的資產，並重申此類資產應該有利於利比亞人民，
- 擴展聯合國安理會1970號決議的旅遊禁令和資產凍結，適用於更多利比亞個人和團體，
- 設立專家團監察和促進制裁的執行。

## 投票
| 贊成(10)                                                                   | 棄權(5)                              | 反對(0) |
| -------------------------------------------------------------------------- | ------------------------------------ | ------- |
| - 哥伦比亚 - 法國 - 加彭 - 黎巴嫩 - 奈及利亞 - 葡萄牙 - 南非 - 英国 - 美国 | - 巴西 - 中国 - 德国 - 印度 - 俄羅斯 |         |

 *常任理事國以粗體顯示。
常任理事國中國和俄羅斯對禁飛區有所保留，包括質疑設立禁飛區的實用性，亦考慮到使用武力前還未有使用所有其他手段，但注意到阿拉伯聯盟提交的請求和利比亞的「特殊局勢」，因此棄權。安理會內的非洲理事國譴責利比亞政權，並支持議案。
翌日，德國總理安格拉·默克爾表示，德國將不會參與軍事行動，但指出「我們毫無保留地同樣抱有此決議的宗旨。我們的棄權不應與中立混為一談。」
印度副代表投下了弃权票。原因为该决议基于不确定的信息（缺少“关于在利比亚当地局势的可靠信息”），并且过于宽泛。

## 利比亞回應
利比亚领导人政府在決議通過翌日宣佈，他們立即停火，以回應聯合國決議。然而，米蘇拉塔一名居民告訴半島電視台，「縱然宣佈了停火，政府軍仍繼續轟炸本城市」。

## 執行
軍事行動於3月19日開始，法國戰機在利比亞上空偵察。

## 外部連結
- 聯合國安全理事會第1973(2011)號決議 （页面存档备份，存于）（简体中文）
- UN Security Council's Press Release on Resolution 1973 (2011) （页面存档备份，存于）（英文）